# Pertti Teurajärvi
Pertti Teurajärvi   (Kolari, 20 de febrer de 1951) és un esquiador finlandès, ja retirat, especialista en esquí de fons, que va competir durant les dècades de 1970 i 1980.
El 1976 va prendre part als Jocs Olímpics d'Hivern d'Innsbruck, on va disputar tres proves del programa d'esquí de fons. En la prova del relleu 4x10 quilòmetres, formant equip amb Arto Koivisto, Juha Mieto i Matti Pitkänen, guanyà la medalla d'or, mentre en la dels  mentre en els 15 quilòmetres fou catorzè i en els 50 quilòmetres vint-i-setè. Quatre anys més tard, als Jocs de Lake Placid, disputà tres proves del programa d'esquí de fons. Guanyà la medalla de bronze en el relleu 4x10 quilòmetres, fent equip amb Harri Kirvesniemi, Matti Pitkänen i Juha Mieto, mentre en els 50 quilòmetres fou divuitè i en els 15 quilòmetres vintè.
En el seu palmarès també destaca una medalla de plata al Campionat del món d'esquí nòrdic de 1978, així com un campionat finlandès.
El 1982 va donar positiu en prolintà als Campionats d'esquí de Finlàndia, motiu pel qual fou sancionat durant un any.